# Non-sollicitatiebeding
Een sollicitatiebeding of non-sollicitatiebeding is een bepaling in een overeenkomst waarbij een partij zich verplicht geen werknemers van de andere partij te benaderen met een aanbod voor hem te komen werken. Wanneer het beding ruim is opgesteld kunnen ook freelancewerkers onder het beding vallen.
Sollicitatiebedingen hebben overeenkomsten met concurrentiebedingen en komen ook regelmatig gezamenlijk voor, bijvoorbeeld bij een overname. Evenals concurrentiebedingen zijn sollicitatiebedingen vaak gelinkt aan een boetebeding.
Het beding ziet men meestal bij verkoop van ondernemingen, waarbij de verkoper toezegt geen werknemers van de kopende partij te benaderen. De kopende partij betaalt immers veel geld voor een onderneming inclusief de kennis, de ervaring en het klantennetwerk van de werknemers, en zit er uiteraard niet op te wachten dat deze mensen na de overname ontslag nemen om opnieuw voor de verkoper (hun oude baas) te werken.
Ook normale dienstverleningsovereenkomsten kunnen een sollicitatiebeding bevatten. Het is immers mogelijk dat een klant tot de conclusie komt dat zelf doen voordeliger is dan uitbesteden, en dat iemand die al ervaring met het dossier en een bestaande werkrelatie heeft, de beste kandidaat is.
Een sollicitatiebeding kan onder bepaalde omstandigheden onredelijk worden bevonden door een rechter, omdat ze in feite de werknemers (die zelf niet eens partij zijn bij zo´n overeenkomst) de toegang tot andere werkgevers belemmeren. Dit betreft met name de situaties waarin een kandidaat op eigen initiatief of via een recruiter (uiteraard zonder het solliciatiebeding te kennen) contact zoekt met de wederpartij. Verder is het bij twee of meer grote ondernemingen in dezelfde sector niet ondenkbaar dat werknemers van de een naar de ander overstappen en is het zeer bezwaarlijk ieder non-sollicitatiebeding te traceren. Feitelijk kan men derhalve met een solliciatiebeding slechts actief headhunten bij het personeel van de wederpartij verbieden, en dan meestal ook slechts betreffende werknemers betrokken bij de specifieke contractuele relatie.
Hier wordt ook soms misbruik van gemaakt door middel van reverse sollicitation: de partij die aan het beding geboden is neemt op een niet-natrekbare manier contact op met de kandidaat, en deze doet vervolgens een officiële schriftelijke of electronische sollicitatie (waarbij het vrijwel zeker is dat hij de baan ook krijgt).